# Lisanne Teuchert
Lisanne Teuchert (* 1984) ist eine deutsche evangelische Theologin und Hochschullehrerin.

## Leben
Von 2004 bis 2010 studierte sie in Erlangen, Bochum und Heidelberg (2011 erstes kirchliches Examen der Ev.-Luth. Kirche in Bayern/2008 Bachelor of Arts in Soziologie und Ev. Theologie). Von 2012 bis 2016 war sie wissenschaftliche Mitarbeiterin im interuniversitären und interdisziplinären Elite-Studiengang „Ethik der Textkulturen“ des Elitenetzwerks Bayern in Augsburg und Erlangen. Nach der Promotion 2016  an der LMU München bei Bernd Oberdorfer war sie von 2018 bis 2021 wissenschaftliche Mitarbeiterin (Post Doc) am Lehrstuhl für Systematische Theologie: Dogmatik und Ökumene (Rebekka Alexandra Klein), Ruhr-Universität Bochum. Nach der Erteilung der Lehrbefähigung 2022 im Fach Systematische Theologie durch die Ev.-Theol. Fakultät Ruhr-Universität Bochum ist sie seit 2024 Professorin und Inhaberin des Lehrstuhls für Systematische Theologie I (Dogmatik) an der FAU Erlangen-Nürnberg.
Ihre Forschungsschwerpunkte sind Eschatologie (v. a. Gerichtstheologien), Anthropologie (Rache und Vergeltung in interdisziplinärer Perspektive/Emotionen in der Theologie (v. a. aggressive)), Lehre vom Handeln Gottes in der Welt und Open Theism (offener Theismus).

## Schriften (Auswahl)
- Gottes transformatives Handeln. Eschatologische Perspektivierung der Vorsehungslehre bei Romano Guardini, Christian Link und dem „Open theism“. Göttingen 2018, ISBN 3-525-56458-9.
- mit Mikkel Gabriel Christoffersen und Dennis Dietz (Hgg.): Verletzt fühlen. Systematisch-theologische Perspektiven auf den Zusammenhang von Verletzung und Emotion. Tübingen 2022, ISBN 3-16-161662-6.
- mit Hannes Müller und Stefan Dienstbeck (Hgg.): Beziehungsweisen. Theologie aus dialogischer Überzeugung. Gütersloh 2022, ISBN 978-3-579-07465-8.
- Die Wiederkehr der Rache. Emotionen, Überzeugungen und Praktiken aus theologischer Perspektive. Berlin 2024, ISBN 3-11-135901-8.